# Adam (film)
Adam är en amerikansk romantisk dramafilm från 2009 i regi av Max Mayer. Medverkar gör bland andra Hugh Dancy, Rose Byrne och Amy Irving.
Filmen handlar om Adam som har av Aspergers syndrom och som med hjälp av sin nya granne Beth försöker lära sig det sociala spelet i livet.